# Academia Real de Bellas Artes de Bruselas
La Academia Real de Bellas Artes de Bruselas (en francés: Académie royale des beaux-arts de Bruxelles; en neerlandés: Koninklijke Academie voor Schone Kunsten van Brussel) es una escuela de arte de Bruselas fundada en 1711. Comenzó con una sala del ayuntamiento destinada a pintores, escultores, tejedores y otros artistas. Su estructura se acabó de perfilar en 1768 gracias a una gran suscripción y en 1876 se mudó a un convento y antiguo orfanato de la Rue du Midi/ Zuidstraat rehabilitado por Pierre-Victor Jamaer donde aún se emplaza.